# Natação no Campeonato Mundial de Esportes Aquáticos de 2022 - 100 m costas feminino
A prova dos 100 metros costas feminino da natação no Campeonato Mundial de Esportes Aquáticos de 2022 ocorreu nos dias 19 e 20 de junho, em Budapeste, na Hungria.

## Recordes
Antes desta competição, os recordes mundiais e do campeonato nesta prova eram os seguintes:
| Tipo                  | Atleta         | Tempo  | Local    | Data                |
| --------------------- | -------------- | ------ | -------- | ------------------- |
|                       | Kaylee McKeown | 57s 45 | Adelaide | 13 de junho de 2021 |
| Recorde do campeonato | Regan Smith    | 57s 57 | Gwangju  | 28 de julho de 2019 |

## Medalhistas
| Ouro              | Prata             | Bronze              |
| Regan Smith (USA) | Kylie Masse (CAN) | Claire Curzan (USA) |

## Cronograma
Todos os horários são locais (UTC+2). 
| Data        | Hora  | Evento        |
| ----------- | ----- | ------------- |
| 19 de junho | 09:00 | Eliminatórias |
| 19 de junho | 18:56 | Semifinal     |
| 20 de junho | 18:51 | Final         |

## Resultados

### Eliminatórias
Esses foram os resultados das eliminatórias. A prova foi realizada no dia 19 de junho com início às 09:00.
| Pos. | Bateria | Raia | Nadadora                    | Nacionalidade            | Tempo   | Notas |
| ---- | ------- | ---- | --------------------------- | ------------------------ | ------- | ----- |
| 1    | 3       | 4    | Regan Smith                 | Estados Unidos           | 58.31   | Q     |
| 2    | 4       | 4    | Kylie Masse                 | Canadá                   | 58.89   | Q     |
| 3    | 5       | 5    | Claire Curzan               | Estados Unidos           | 59.09   | Q     |
| 4    | 5       | 6    | Wan Letian                  | China                    | 59.67   | Q     |
| 5    | 4       | 5    | Kira Toussaint              | Países Baixos            | 59.69   | Q     |
| 6    | 4       | 6    | Emma Terebo                 | França                   | 59.87   | Q     |
| 7    | 5       | 3    | Peng Xuwei                  | China                    | 59.93   | Q     |
| 8    | 4       | 2    | Medi Harris                 | Reino Unido              | 1:00.03 | Q     |
| 9    | 3       | 5    | Margherita Panziera         | Itália                   | 1:00.40 | Q     |
| 10   | 3       | 3    | Maaike de Waard             | Países Baixos            | 1:00.46 | Q     |
| 11   | 5       | 1    | Silvia Scalia               | Itália                   | 1:00.77 | Q     |
| 12   | 5       | 7    | Lee Eun-ji                  | Coreia do Sul            | 1:00.78 | Q     |
| 13   | 3       | 6    | Paulina Peda                | Polónia                  | 1:00.83 | Q     |
| 14   | 4       | 0    | Hanna Rosvall               | Suécia                   | 1:00.99 | Q     |
| 15   | 3       | 7    | Mimosa Jallow               | Finlândia                | 1:01.01 | Q     |
| 16   | 5       | 2    | Analia Pigrée               | França                   | 1:01.13 | Q     |
| 17   | 4       | 3    | Taylor Ruck                 | Canadá                   | 1:01.14 |       |
| 18   | 4       | 7    | Simona Kubová               | Chéquia                  | 1:01.19 |       |
| 19   | 3       | 2    | Katalin Burián              | Hungria                  | 1:01.26 |       |
| 20   | 5       | 8    | Theodora Drakou             | Grécia                   | 1:01.59 |       |
| 21   | 3       | 1    | Stephanie Au                | Hong Kong                | 1:01.62 |       |
| 22   | 4       | 8    | Aviv Barzelay               | Israel                   | 1:01.65 |       |
| 23   | 3       | 8    | Andrea Berrino              | Argentina                | 1:02.13 |       |
| 24   | 4       | 1    | Gabriela Georgieva          | Bulgária                 | 1:02.86 |       |
| 25   | 5       | 9    | Olivia Nel                  | África do Sul            | 1:02.95 |       |
| 26   | 2       | 4    | Jimena Leguizamón           | Colômbia                 | 1:03.16 |       |
| 27   | 2       | 5    | Danielle Titus              | Barbados                 | 1:03.79 |       |
| 28   | 3       | 0    | Xenia Ignatova              | Cazaquistão              | 1:03.92 |       |
| 29   | 5       | 0    | Aleksa Gold                 | Estónia                  | 1:03.95 |       |
| 30   | 2       | 1    | Mia Blazhevska Eminova      | Macedônia do Norte       | 1:04.11 |       |
| 31   | 2       | 3    | Elizabeth Jiménez           | República Dominicana     | 1:04.15 |       |
| 32   | 2       | 8    | Andrea Becali               | Cuba                     | 1:04.72 |       |
| 33   | 3       | 9    | Donata Katai                | Zimbabwe                 | 1:04.80 |       |
| 34   | 2       | 2    | Carolina Cermelli           | Panamá                   | 1:05.16 |       |
| 35   | 2       | 6    | Ridima Veerendrakumar       | Índia                    | 1:05.41 |       |
| 36   | 4       | 9    | Hsu An                      | Taipé Chinesa            | 1:05.50 |       |
| 37   | 2       | 7    | Masniari Wolf               | Indonésia                | 1:06.70 |       |
| 38   | 1       | 6    | Noor Taha                   | Bahrein                  | 1:09.28 |       |
| 39   | 1       | 4    | Enkh-Amgalangiin Ariuntamir | Mongólia                 | 1:10.31 |       |
| 40   | 2       | 0    | Jamie Joachim               | São Vicente e Granadinas | 1:12.76 |       |
| 41   | 1       | 3    | Aynura Primova              | Turquemenistão           | 1:13.05 |       |
| 42   | 2       | 9    | Jennifer Harding-Marlin     | São Cristóvão e Neves    | 1:16.28 |       |
| 43   | 1       | 5    | Aishath Sausan              | Maldivas                 | 1:18.76 |       |
| 44   | 5       | 4    | Kaylee McKeown              | Austrália                | DNS     | DNS   |

### Semifinal
Esses foram os resultados das semifinais. A prova foi realizada no dia 19 de junho com início às 18:56.
| Pos. | Bateria | Raia | Nadadora            | Nacionalidade  | Tempo   | Notas |
| ---- | ------- | ---- | ------------------- | -------------- | ------- | ----- |
| 1    | 2       | 4    | Regan Smith         | Estados Unidos | 57.65   | Q     |
| 2    | 1       | 4    | Kylie Masse         | Canadá         | 58.57   | Q     |
| 3    | 2       | 5    | Claire Curzan       | Estados Unidos | 58.96   | Q     |
| 4    | 2       | 3    | Kira Toussaint      | Países Baixos  | 59.16   | Q     |
| 5    | 1       | 6    | Medi Harris         | Reino Unido    | 59.61   | Q     |
| 6    | 1       | 5    | Wan Letian          | China          | 59.63   | Q     |
| 7    | 2       | 6    | Peng Xuwei          | China          | 59.96   | Q     |
| 8    | 1       | 3    | Emma Terebo         | França         | 1:00.06 | Q     |
| 9    | 1       | 2    | Maaike de Waard     | Países Baixos  | 1:00.15 |       |
| 10   | 2       | 2    | Margherita Panziera | Itália         | 1:00.26 |       |
| 11   | 1       | 7    | Lee Eun-ji          | Coreia do Sul  | 1:00.58 |       |
| 11   | 2       | 7    | Silvia Scalia       | Itália         | 1:00.58 |       |
| 13   | 2       | 8    | Mimosa Jallow       | Finlândia      | 1:00.68 |       |
| 14   | 1       | 1    | Hanna Rosvall       | Suécia         | 1:00.76 |       |
| 15   | 2       | 1    | Paulina Peda        | Polónia        | 1:00.88 |       |
| 16   | 1       | 8    | Analia Pigrée       | França         | 1:01.59 |       |

### Final
A final foi realizada em 20 de junho às 18:51. 
| Pos.              | Raia | Nadadora       | Nacionalidade  | Tempo   | Notas |
| ----------------- | ---- | -------------- | -------------- | ------- | ----- |
| Medalha de ouro   | 4    | Regan Smith    | Estados Unidos | 58.22   |       |
| Medalha de prata  | 5    | Kylie Masse    | Canadá         | 58.40   |       |
| Medalha de bronze | 3    | Claire Curzan  | Estados Unidos | 58.67   |       |
| 4                 | 7    | Wan Letian     | China          | 59.77   |       |
| 5                 | 8    | Emma Terebo    | França         | 59.98   |       |
| 6                 | 6    | Kira Toussaint | Países Baixos  | 59.99   |       |
| 7                 | 1    | Peng Xuwei     | China          | 1:00.01 |       |
| 7                 | 2    | Medi Harris    | Reino Unido    | 1:00.01 |       |

Legenda
| Recorde mundial       | Recorde mundial (World record)               |                       | Recorde africano                      | Recorde africano (African) |                                           | Q | Classificado por posição (Qualified) |
| Recorde do campeonato | Recorde do campeonato (Championship record)  | Recorde da América    | Recorde da América (Americas)         | q                          | Classificado por melhor tempo (Qualified) |   |                                      |
| Melhor marca do ano   | Melhor marca do ano (World leading)          | Recorde asiático      | Recorde asiático (Asian)              | DNS                        | Não largou (Did not start)                |   |                                      |
| Recorde nacional      | Recorde nacional (National record)           | Recorde europeu       | Recorde europeu (European)            | DNF                        | Não terminou (Did not finish)             |   |                                      |
| Recorde pessoal       | Recorde pessoal do atleta (Personal best)    | Recorde da Oceania    | Recorde da Oceania (Oceania)          | DSQ / DQ                   | Desclassificado (Disqualified)            |   |                                      |
| Recorde da temporada  | Recorde da temporada do atleta (Season best) | Recorde sul-americano | Recorde sul-americano (South America) | NM                         | Sem marca (No mark)                       |   |                                      |